# The Bonfire of the Manatees
«The Bonfire of the Manatees» (с англ. — «Костер ламантинов») — первая серия семнадцатого сезона «Симпсонов».
Название серии отсылает к повести «Костёр тщеславия» Тома Вульфа (опосредованно — также к одноимённому фильму по этому произведению).

## Сюжет
Гомер Симпсон проиграл на тотализаторе деньги, которые он перед этим взял взаймы у Жирного Тони. В счёт оплаты долга Жирный Тони требует от Гомера, чтобы он предоставил свой дом для съёмок порнографического фильма. Гомер вынужден выполнить это требование, отправив перед этим свою жену и детей в «деревню Санта-Клауса» (хотя на дворе ещё только август, и в деревне не сезон).
Съёмки фильма не успели закончиться до того, как вернулась Мардж. От очередной выходки Гомера она в шоке. Оставив Гомера с детьми, она уезжает на побережье, поскольку хочет побыть одна. Там она встречает Калеба Торна — исследователя ламантинов. Калеб Торн выгодно отличается от Гомера — он мужественно выглядит и, что самое главное, искренне увлечён идеями помощи ламантинам и заботой о них.
Спустя некоторое время Гомер находит Мардж. Он дарит ей цветы и конфеты, просит прощения и уверяет, что осознал свою неправоту. Мардж прощает Гомера, но возвращаться домой не спешит — в обществе Калеба Торна она, как ей кажется, нашла себе цель жизни. Гомер понимает это так, что она влюбилась в Торна, несмотря на их общие уверения в обратном.
Гомер решает вернуть свою жену. Он планирует показать ей, что ему тоже небезразлична судьба ламантинов, и делает это — спасает стадо ламантинов от хулиганов на водных скутерах. В процессе спасения хулиганы нанесли ему побои, поэтому Мардж, видя, на какие жертвы Гомер идёт ради неё, решает вернуться домой, чтобы продолжать заботиться о «действительно исчезающем виде — преданном муже».
Глядя на них, Калеб Торн размышляет, что пора бы и ему найти женщину.

## Производство
Общая идея серии в 2003 году предлагалась для сюжета полнометражного мультфильма «Симпсоны в кино». Впоследствии для полнометражки был выбран другой сюжет, а этот был переработан для обычной серии.